# 蛇坂
蛇坂（へびざか）は、日本全国にある坂の名称。もしくは地域（字）の名称。坂道としては蛇のように曲がりくねっているところから名がついたものが多い。
- 青森県上北郡七戸町字蛇坂
- 東京都北区にある坂。
- 東京都港区にある坂。後述。
- 横浜市南区にある坂。
- 大阪市天王寺区にある坂は口縄坂。（大阪の古い言葉では「蛇」のことを「口縄」とよんでいた。）

など。

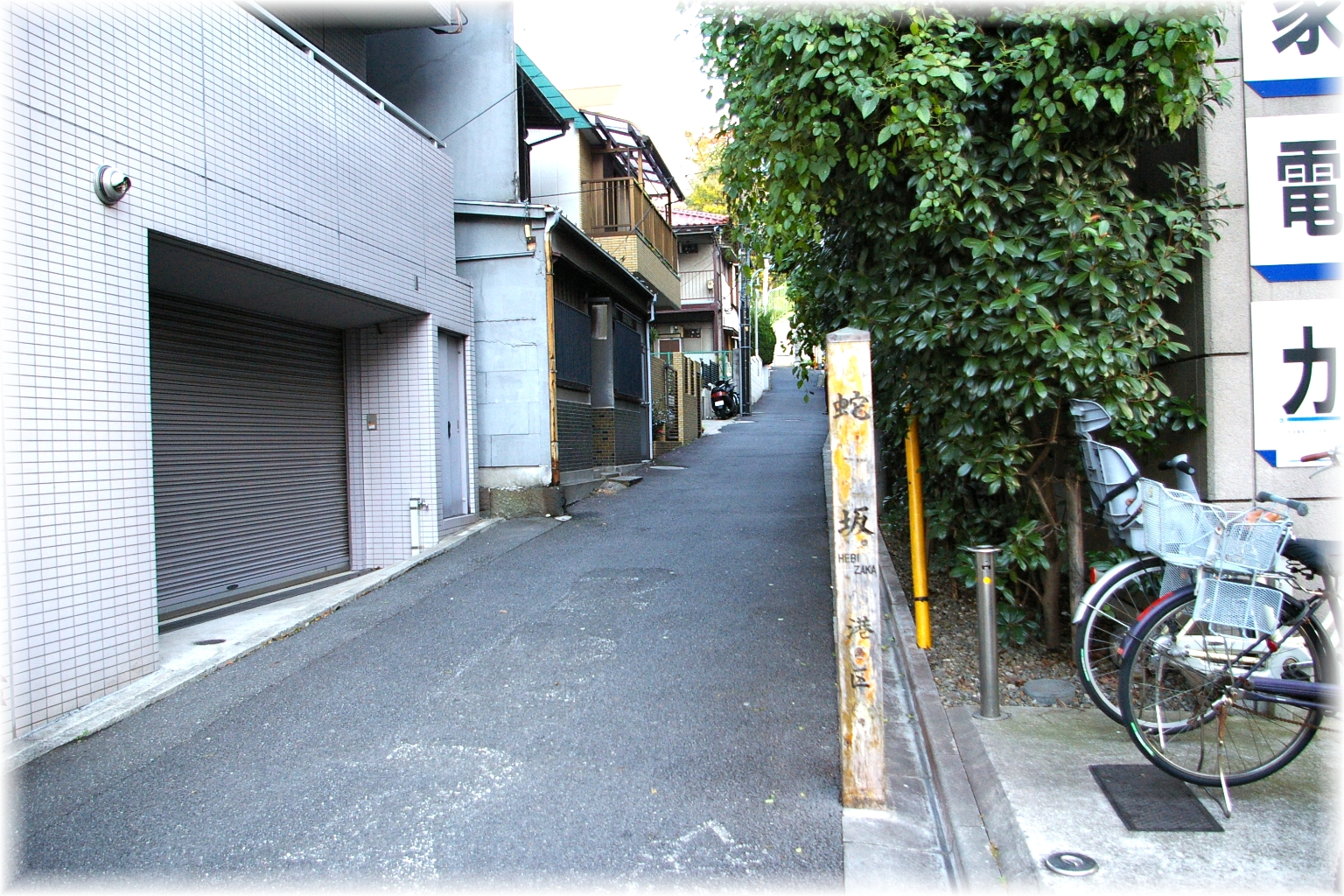
坂下より

蛇坂（へびざか）は、東京都港区三田四丁目の一番と二番の境界に存在する坂。
この坂は昼間でも薄暗く、道幅は普通車が1台通れるか通れないか位である。坂上は、潮見坂や、安全寺坂へ通ずる。坂下には、ホームセンターのケーヨーデイツーが存在する。

## 歴史
坂名由来は、付近の藪から蛇が出ることがあったためと想像されるが、確かではない。現在は周囲は住宅街になっていて、それといった藪は存在しない。